# Morte e funeral de Estado de Vladimir Lenin
Na segunda-feira, 21 de janeiro de 1924, às 18:50 EET, Vladimir Lenin, líder da Revolução de Outubro e o primeiro líder e fundador da União Soviética, morreu em Gorki aos 53 anos após entrar em coma.  A causa oficial da morte foi registrada como uma doença incurável dos vasos sanguíneos.  Lenin recebeu um funeral de Estado e foi enterrado em um mausoléu especialmente construído em 27 de janeiro. Uma comissão do Comitê Central do Partido Comunista da União Soviética ficou encarregada de organizar o funeral.

## Serviço funerário
Em 23 de janeiro, o caixão com o corpo de Lenin foi transportado de trem de Gorki para Moscou e exibido no Salão das Colunas da Casa dos Sindicatos, onde permaneceu por três dias.   Em 27 de janeiro, o corpo de Lenin foi entregue na Praça Vermelha, acompanhado de música marcial. Multidões reunidas ouviram uma série de discursos proferidos por Mikhail Kalinin, Grigory Zinoviev e Josef Stalin, mas notavelmente não por Leon Trótski, que estava convalescendo no Cáucaso.  Trotsky mais tarde afirmaria que lhe tinham dado a data errada para o funeral.  O secretário de Stalin, Boris Bazhanov, mais tarde corroboraria este relato ao declarar: "Stalin foi fiel a si mesmo: enviou um telegrama a Trótski, que estava no Cáucaso em tratamento médico, dando uma data falsa para o funeral de Lenin".  O historiador francês Pierre Broué também citou os arquivos de Moscou que documentaram a correspondência escrita entre Stalin e o secretário do partido abecásio, Nestor Lakoba, como evidência dos esforços de Stalin para manter Trótski em Sukhumi durante o funeral de Lenin.  Trótski também prestaria uma homenagem a Lenin com seu pequeno livro de 1925, "Lenin".  
Alexei Rykov também não compareceu ao funeral, pois havia ido à Itália com sua esposa e estava gripado.  Depois, o corpo foi colocado no cofre de um mausoléu temporário de madeira (que em breve seria substituído pelo atual Mausoléu de Lenin), perto do Muro do Kremlin.  Apesar das temperaturas congelantes, dezenas de milhares de pessoas compareceram. 
Contra os protestos de Nadezhda Krupskaya, a viúva de Lenin, o corpo de Lenin foi embalsamado para preservá-lo para exibição pública de longo prazo no mausoléu da Praça Vermelha.  O comandante da guarnição de Moscou emitiu uma ordem para colocar a guarda de honra no mausoléu, sendo coloquialmente chamada de "Sentinela Número Um".  Durante o processo de embalsamamento, o cérebro de Lenin foi removido; em 1925, um instituto foi criado para dissecá-lo, revelando que Lenin sofria de esclerose grave. 
Segundo Bazhanov, Estaline estava jubilante com a morte de Lenin enquanto "colocava publicamente a máscara da dor".   Da mesma forma, o velho bolchevique Grigori Sokolnikov relatou que Stalin fez comentários depreciativos sobre a morte de Lenin, com as palavras de que ele "não poderia morrer como um verdadeiro líder!".  

## Período pós-soviético
Após os eventos da crise constitucional russa de 1993, a guarda de honra foi dissolvida. Em 2018, o deputado russo Vladimir Petrov sugeriu que o corpo de Lenin fosse enterrado em 2024, o 100º aniversário de sua morte, porque estava custando muito dinheiro ao estado para abrigar o corpo no mausoléu e propôs que ele fosse substituído por um modelo de cera ou borracha. 

## Galeria

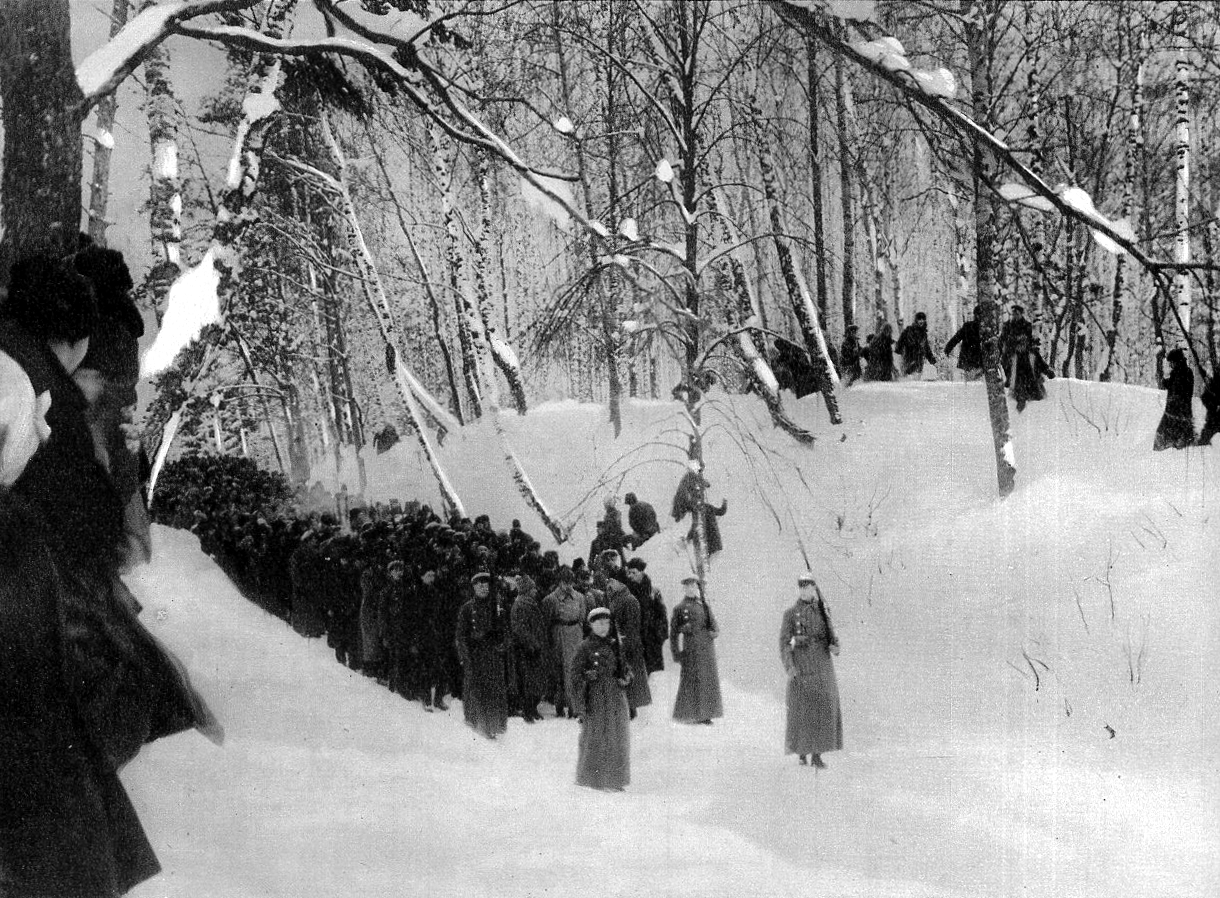
Transporte do corpo de Lenin para a estação ferroviária de Gorki.
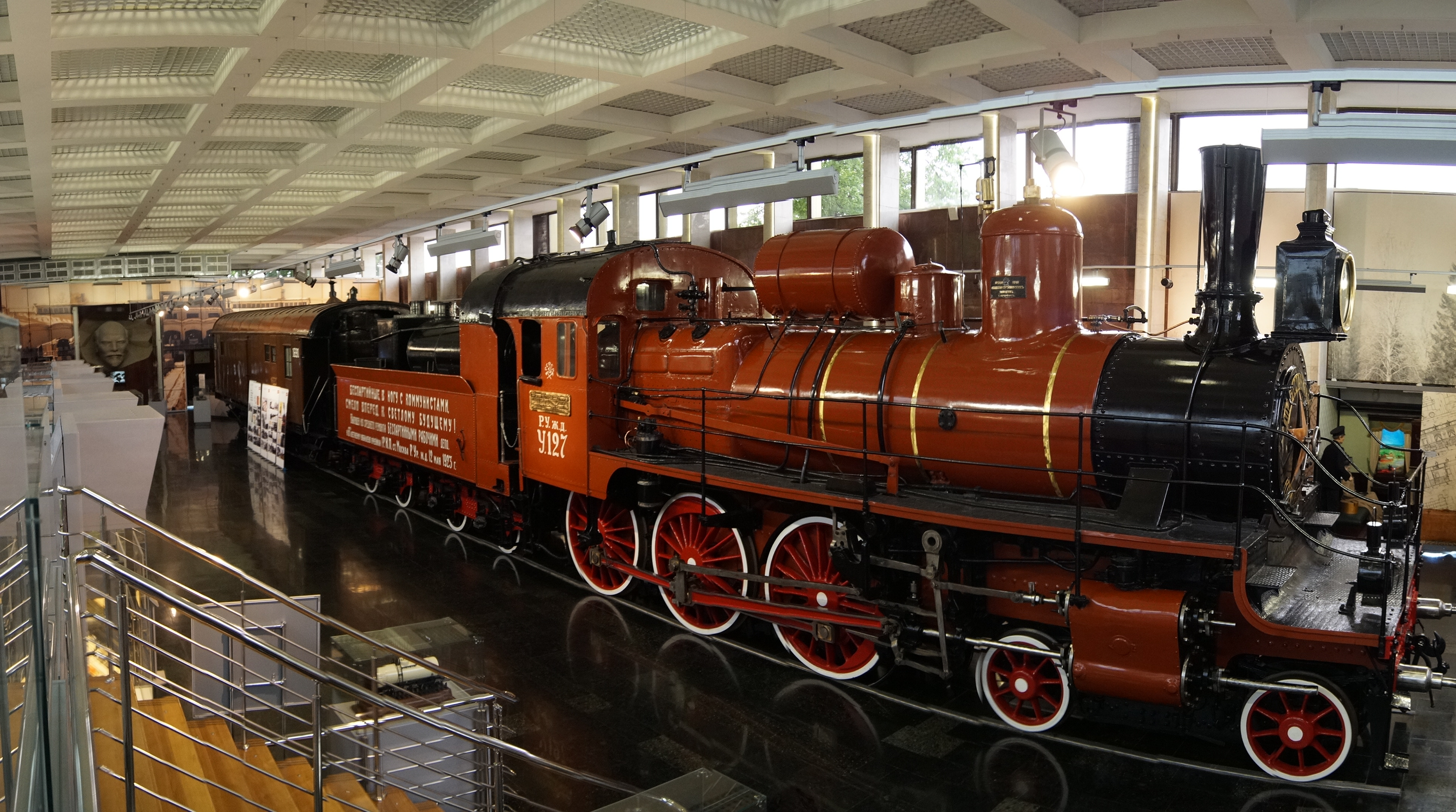
Trem que transportou o corpo de Lenin de Gorki para Moscou (com a locomotiva U-127).
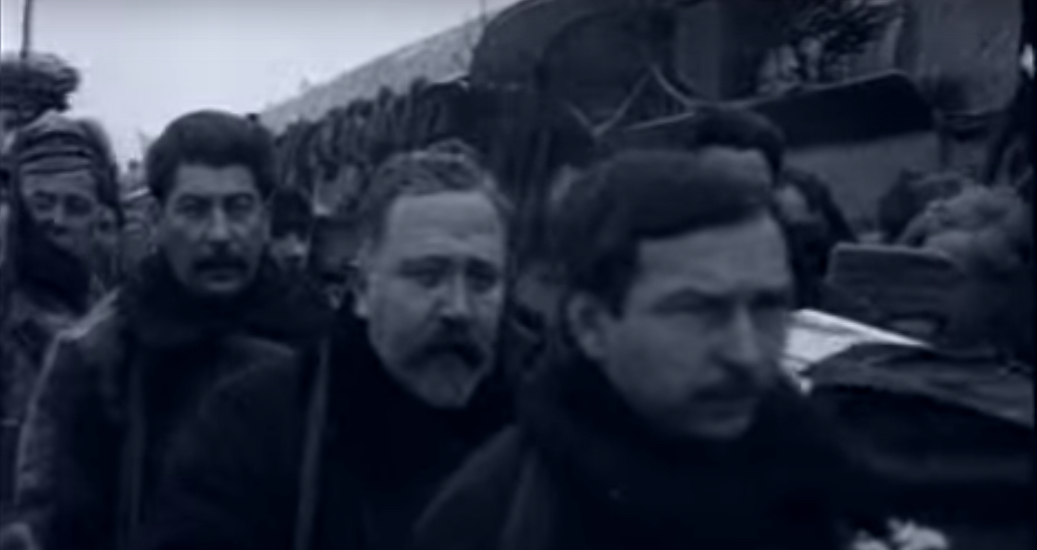
Josef Stalin, Lev Kamenev e Mikhail Tomsky carregando o caixão de Lenin.
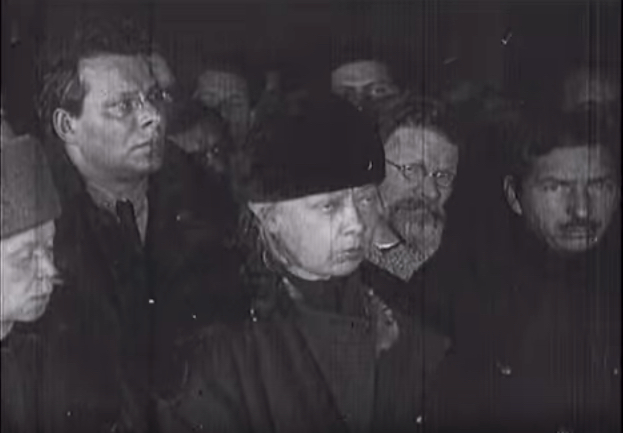
Mikhail Tomsky, Mikhail Kalinin, Nadejda Krupskaia e Jānis Rudzutaks no funeral de Lenin.
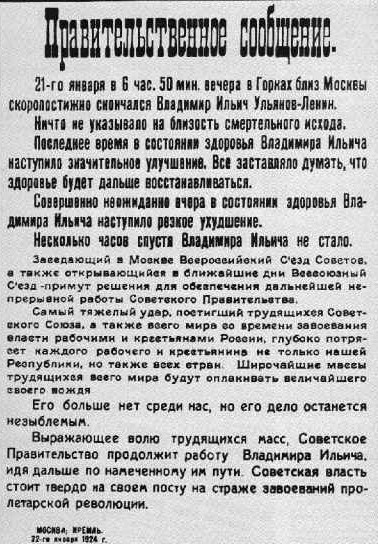
Cartaz informativo sobre a morte de Lenin, datado de 22 de janeiro de 1924.